# Monti Turana
I monti Turana (in russo Турана горный хребет?, Turana gornyj chrebet) sono una catena montuosa dell'Estremo Oriente russo situata nell'Oblast' dell'Amur e parte nel Territorio di Chabarovsk.

## Descrizione
I Turana fanno parte del sistema montuoso Jankan-Tukuringra-Soktachan-Džagdy. Si allungano per circa 300 km; l'altezza massima è quella del monte Srednij Nanaki (1 806 m). Nella parte sud-ovest costituiscono lo spartiacque dei bacini dei fiumi Selemdža e Bureja. A nord confinano con la catena dei monti Ėzop, mentre a ovest si estende il bassopiano della Zeja e della Bureja. 
Le montagne sono composte da graniti e rocce metamorfiche. La vegetazione, alle pendici, è caratterizzata da boschi di larice, in alcuni punti da taiga di abete rosso, sopra i 700-900 m è presente il pino nano siberiano.
La catena montuosa è attraversata dalla linea principale della Ferrovia Bajkal-Amur.